# Star Trek: Hidden Frontier
Star Trek: Hidden Frontier (abbreviato in HF) è una serie direct-to-video amatoriale ambientata nell'universo di Star Trek; è uno dei più lunghi tra i fan film su Star Trek che si sono radicati nella scena dei video messi a disposizione su Internet.
Prodotto in video digitale, per le riprese di questo show è stata utilizzata la tecnica del chroma key, un processo che permette di inserire gli interpreti dentro a delle scene virtuali generate con la grafica computerizzata.
La serie si svolge durante l'era di Star Trek - The Next Generation. Gli episodi ruotano intorno alla nave stellare USS Excelsior e alla stazione spaziale Deep Space 12, la quale è situata all'interno della Macchia dei Rovi, una regione di spazio introdotta nel film Star Trek: L'insurrezione.
Di Hidden Frontier sono stati prodotti 50 episodi, concentrati sulle relazioni interpersonali, includendo anche personaggi gay e lesbici, oltre a delle sottotrame.
Prodotto da Rob Caves, Hidden Frontier comprende 7 stagioni ed è stato prodotto da volontari nella California del sud.

## Trama
Ambientato nella Macchia dei Rovi introdotta in Star Trek: L'insurrezione, più precisamente nella stazione spaziale Deep Space 12 in orbita del pianeta Ba'ku, vengono seguite le vicende giornaliere di svariati ufficiali che vi servono a bordo, e di altri che servono a bordo delle navi attraccate li. Agli inizi, una specie avanzata, i Greys, è stata introdotta ed è diventata l'antagonista primario, con un'evoluzione di una trama che li riguarda spaziante dall'inizio della serie fino alla fine. In seguito sono stati introdotti antagonisti secondari, tra cui un commerciante andoriano, e più tardi i Tholiani assieme a un uomo di nome Siroc. Elementi chiave della serie saranno antichi e misteriosi artefatti alieni.
I personaggi interagiscono con molte specie già viste nelle diverse serie o film di Star Trek, tra cui gli Andoriani, i Ba'ku, i Klingon, i Romulani, i Son'a, e gli Tzenkethi.

## Produzione
Star Trek: Hidden Frontier è stata lanciata nel 2000, come ramo della fan serie Voyages of the USS Angeles, prodotta da un fan club di Star Trek (chiamato come il titolo dello show) nella California del sud, a causa di ragioni legali che si stavano verificando tra gli attori; nessuna copia della serie precedente è disponibile al pubblico, e nel sito web del club non ne compare alcun riferimento. Hidden Frontier ha ereditato la scenografia, Deep Space 12 e diversi personaggi dalla serie Angeles, ma velocemente è riuscita ad acquisire una propria identità. Due episodi successivi di HF, comunque, sono stati realizzati utilizzando riprese originalmente realizzate per degli episodi di Angeles che non sono mai stati prodotti.
A causa delle spese che la costruzione e l'immagazzinamento dei set richiederebbero per tutte le ambientazioni usate nella serie, questa viene filmata in una rimessa per attrezzi della casa del produttore esecutivo, e utilizza la tecnica del Chroma Key per piazzare gli attori dentro dei set virtuali. Come risultato, c'è spesso un alone verde intorno agli attori, il quale alcuni spettatori ignorano mentre altri ne vengono disturbati.
E, mentre da un punto di vista tecnico lo show è indietro rispetto ad altri fan film, Hidden Frontier mostra quanto lontano riesce ad arrivare una serie amatoriale basata sulla distribuzione via internet, con una trama dalle mille sfaccettature e con una produzione di almeno sei episodi all'anno, mentre molti altri fan film non riescono ad uscire nemmeno una volta l'anno, o sono rilasciati a una velocità comunque inferiore.
A causa del rischio che gli episodi vengano masterizzati su DVD e venduti, mettendo in pericolo la posizione legale dei produttori della serie, la maggior parte degli episodi viene rilasciata a bassa risoluzione. Fino ad ora soltanto tre (originariamente quattro) episodi sono stati distribuiti ad alta qualità.
Svariati ruoli chiavi sono stati rimpiazzati durante il settimo anno. Il personaggio di Lefler è stato originariamente interpretato da Kelly Jamison, ma a causa di impegni di lavoro ha dovuto passare il ruolo a Joanne Busch. Il personaggio di Ro Nevin, era inizialmente interpretato da Arthur Bosserman, il quale decise di lasciare il cast dopo la quinta stagione per seguire i propri interessi professionali nel campo della musica, e il ruolo è stato passato a Bobby Rice.
Sono stati prodotti ben nove episodi per le stagioni 2 e 3. Le stagioni successive sono state ridotte a sei, in quanto nove episodi erano troppo lavoro per i volontari del cast e dei tecnici. Ciononostante, la stagione 7, quella finale, dura otto episodi.
Il tema musicale di Hidden Frontier è stato ripreso dal film Galaxy Quest. A causa del basso costo, la musica per la maggior parte degli episodi di Hidden Frontier è stata tratta da film prodotti dalla Paramount (sia di Star Trek che non) per tentare di arginare possibili problemi legali a una singola major cinematografica, quella che detiene i diritti di Star Trek. Per gli ultimi quattro episodi è stata composta una colonna sonora originale, quando alcuni fan della serie, che erano anche compositori, hanno voluto dare una mano alla produzione scrivendo la musica.